# تپه سایط
تپه سایط مربوط به دوره سلجوقیان است و در شهرستان ابهر، بخش مرکزی، دهستان دولت‌آباد، کنار روستای گلی واقع شده و این اثر در تاریخ ۲۶ دی ۱۳۸۶ با شمارهٔ ثبت ۲۰۵۴۶ به‌عنوان یکی از آثار ملی ایران به ثبت رسیده است.